# Carlos Keller Rueff
Carlos Keller Rueff (* 3. Januar 1897 in Concepción; † 28. Februar 1974 in San Felipe) war Journalist, Schriftsteller und Chefideologe der Nationalsozialistischen Bewegung Chiles.

## Leben
Carlos Keller Rueff wurde als Sohn deutschstämmiger Eltern, Carlos Keller Hollausch und seiner Ehefrau Ema Rueff Henne, in Concepción geboren. Die Familie übersiedelte 1912 nach Leipzig in Deutschland, wo Keller nach seinem Schulabschluss Rechts-, Wirtschafts- und Sozialwissenschaften in Berlin, Bonn und Würzburg studierte und 1921 den Doktor juris et rerum politicarum ablegte. Während der Studienzeit machte er außerdem Bekanntschaft mit Oswald Spengler, der einen prägenden Einfluss auf ihn ausübte.
1921 kehrte Keller nach Chile zurück und lehrte an der Universidad de Concepción Soziologie und Ökonomie. 1927 erhielt er eine Professur an der Universidad de Chile in Santiago, ein Jahr später wurde er zum Direktor der Philosophischen und Sozialwissenschaftlichen Fakultät ernannt. Keller arbeiten im Amt für Statistik, dessen Leiter er 1932 wurde.
1933 musste er dieses Amt niederlegen, da er sich 1932 der nationalsozialistischen Bewegung Chiles angeschlossen hatte. Er war Mitarbeiter der Tageszeitungen La Hora und La Nación von 1934 bis 1938 und Herausgeber und Chefredakteur von Acción Chilena. Carlos Keller kandidierte ohne Erfolg bei den Parlamentswahlen von 1937 im Wahlkreis Osorno. 1938 beteiligte er sich an einem Putschversuch der chilenischen Nazis. 1942 wurde er erneut mit statistischen Erhebungen beauftragt, musste das Amt nach dem unerwarteten Tod des Präsidenten Juan Antonio Ríos Morales aber aufgeben. Danach erfolgen nur noch Veröffentlichungen zu geographischen und historischen Themen.
Carlos Keller Rueff starb am 28. Februar 1974 im Alter von 77 Jahren an Arterienverkalkung in San Felipe.

## Werke (Auswahl)
- Die Entwicklung des chilenischen Bergwesens, Diss. Würzburg 1921
- Spengler y la Situaciòn Politica Cultural de la America Iberica, 1927
- La eterna crisis chilena, 1931
- El departamento de Arica, 1946
- Dios en Tierra del Fuego. Mitos y cuentos de los sélenam..., 1947